# Affaire Hooker
L'affaire Hooker, qui était appelée affaire Colleen Stan avant que l'auteur de ce crime soit condamné, est une affaire criminelle américaine dans laquelle Colleen Stan, 20 ans, a été enlevée le 19 mai 1977 par Cameron et Janice Hooker. Ils la séquestrent dans leur maison à Red Bluff, en Californie, jusqu'en 1984. Ils l'ont utilisée comme esclave sexuelle. Lors du procès de Cameron Hooker, cette affaire est décrite comme sans précédent dans l'histoire du FBI. Son cas a fait l'objet d'une médiatisation internationale et a fait l'objet de nombreux livres, films et séries télévisées.

## Biographie
Colleen J. Stan est une Américaine née le 31 décembre 1956,.

## Enlèvement
Le 19 mai 1977, Colleen Stan faisait de l'auto-stop de chez elle à Eugene, en Oregon, à la maison d'un ami dans le nord de la Californie, où elle se rendait à une fête d'anniversaire. Cameron Hooker (né le 5 novembre 1953) a enlevé Stan, âgée de 20 ans. Stan a déclaré qu'elle était une auto-stoppeuse expérimentée et qu'elle avait laissé passer deux conducteurs avant d'accepter le trajet avec Hooker. Elle se serait « sentie en confiance en montant dans le fourgon bleu », parce que la femme de Hooker, Janice, et leur bébé étaient dans la voiture. Quand ils se sont arrêtés à une station-service en cours de route, Stan est allée aux toilettes. « Une voix m'a dit de courir et de sauter par la fenêtre et de ne jamais regarder en arrière », se souvient-elle, mais elle a calmé ses peurs et est retournée à la voiture. Selon les témoignages de Stan et Janice Hooker, une fois seuls dans un endroit isolé, Hooker a quitté l'autoroute et a mis un couteau sous la gorge de Stan, qui a ensuite été enfermée dans une « boîte de tête » en bois conçue pour empêcher la lumière, le son et l'air frais de pénétrer.
Durant ses 7 années de captivité, Colleen sera enfermée 22 h sur 24 dans un cercueil sous le lit de Cameron Hooker.

## Emprisonnement
En 1985, Hooker est condamné à 104 années de prison ferme.

## Conséquences et séquelles
Colleen aimait son agresseur au moment de témoigner à la cour. C'est ce que l'on appelle le syndrome de Stockholm. Colleen reprend peu à peu une vie normale, autant que faire se peut, après un tel traumatisme. Elle a réussi à obtenir une licence universitaire et à se reconstruire grâce à un mariage et une petite fille.

## Documentaires télévisés
- « Colleen, séquestrée dans une boîte » (troisième reportage) le 7 et le 14 décembre 2013 et le 5, le 12 et le 20 avril 2014 dans Chroniques criminelles sur NT1.